# مارك أنتوني كوبر
مارك أنتوني كوبر (بالإنجليزية: Mark Anthony Cooper)‏ هو محامي وشخصية أعمال وسياسي أمريكي، ولد في 20 أبريل 1800، وتوفي في 17 مارس 1885. نشط حزبياً في الحزب الديمقراطي. وقد انتخب عضو مجلس نواب جورجيا وانتخب عضو مجلس النواب الأمريكي.